# Красносельский сельсовет (Гродненская область)
Красносельский сельсовет — административная единица на территории Волковысского района Гродненской области Белоруссии. Административный центр — городской посёлок Красносельский.

## История
Был преобразован в 2013 году из Красносельского поселкового Совета. 

## Состав
Красносельский сельсовет включает 18 населённых пунктов:
- Грицки — деревня.
- Загоры — деревня.
- Карповцы — деревня.
- Колядичи — деревня.
- Красносельский — городской посёлок.
- Кукути — деревня.
- Кутники — деревня.
- Миневщина — деревня.
- Моисеевичи — деревня.
- Мосток — деревня.
- Мочулино — деревня.
- Неверовичи — деревня.
- Новосёлки — деревня.
- Погораны — деревня.
- Подроссь — деревня.
- Пятаки — деревня.
- Теолин — деревня.
- Юбилейный — агрогородок.

## Культура
- Музей народного быта «Матчына хатка» филиала «Дом культуры аг. Юбилейный» ГУК «Волковысский районный Центр культуры и народного творчества» в аг. Юбилейный
- Экспозиция «Сваякі – з песняй па жыцці» филиала «Дом культуры аг. Юбилейный» ГУК «Волковысский районный Центр культуры и народного творчества» в аг. Юбилейный. Экспозиция посвящена народному семейному ансамблю «Сваякі»

## Достопримечательности
- Самый древний череп с территории Белоруссии, у которого было восстановлено лицо, принадлежал представителю культуры шнуровой керамики мужчине 30—40 лет, жившему во II тыс. до н. э. и найденному в кремнедобывающей шахте эпохи бронзы в пос. Красное Село (Красносельский) Волковысского района Гродненской области.
- Археологический комплекс около городского посёлка Красносельский
- Храм Святого великомученика Георгия Победоносца в г. п. Красносельский
- Усадьба Олендских (XIX в.) в д. Мочулино